# Józef Ciuba
Józef Ciuba (ur. 19 września 1903 w Babicach, zm. ?) – polski działacz spółdzielczy i polityk, poseł na Sejm PRL II i III kadencji.

## Życiorys
Syn Józefa i Tekli. Uzyskał wykształcenie średnie. Należał do partii ludowych, w 1929 wstąpił do Polskiego Stronnictwa Ludowego „Piast”, następnie do Stronnictwa Ludowego, był prezesem Powiatowego Komitetu SL w Chrzanowie. W czasie okupacji niemieckiej należał do Stronnictwa Ludowego „Roch”, był żołnierzem Batalionów Chłopskich. W 1945 wstąpił do Polskiego Stronnictwa Ludowego, po czym w 1946 wstąpił do SL „lubelskiego”. W latach 1945–1946 pełnił funkcję wójta gminy Babice, w okresie 1947–1948 był kierownikiem Wydziału Rolnego Wojewódzkiej Rady Narodowej w Krakowie. W 1948 został kierownikiem Banku Spółdzielczego w Chrzanowie. W 1949 wstąpił do Zjednoczonego Stronnictwa Ludowego, w 1949 był prezesem Powiatowego Komitetu ZSL w Chrzanowie, w 1958 był członkiem prezydium Wojewódzkiego Komitetu ZSL w Krakowie.
W 1957 i 1961 uzyskiwał mandat posła na Sejm PRL z okręgu Chrzanów. Początkowo zasiadał w Komisji Planu Gospodarczego, Budżetu i Finansów oraz w Komisji Zdrowia i Kultury Fizycznej, następnie w Komisji Budownictwa i Gospodarki Komunalnej.